# Liste der Baudenkmäler in Meckenheim (Rheinland)
Die Liste der Baudenkmäler in Meckenheim (Rheinland) enthält die denkmalgeschützten Bauwerke auf dem Gebiet der Stadt Meckenheim im Rhein-Sieg-Kreis in Nordrhein-Westfalen (Stand: Dezember 2018). Diese Baudenkmäler sind in der Denkmalliste der Stadt Meckenheim eingetragen; Grundlage für die Aufnahme ist das Denkmalschutzgesetz Nordrhein-Westfalen (DSchG NRW).

| Bild                                                         | Bezeichnung                                                   | Lage                                                                                                  | Beschreibung | Bauzeit                   | Eingetragen seit | Denkmal- nummer |
| ------------------------------------------------------------ | ------------------------------------------------------------- | --- | ------------ | ------------------------- | ---------------- | --------------- |
| weitere Bilder                                               | Haus                                                          | Altendorf Ahrstraße 7 Karte                                                                           |              |                           |                  | 1               |
| weitere Bilder                                               | Haus                                                          | Altendorf Ahrstraße 10 Karte                                                                          |              |                           |                  | 2               |
| Haus                                                         | Haus                                                          | Altendorf Bachstraße 2 Karte                                                                          |              |                           |                  | 5               |
| weitere Bilder                                               | Haus                                                          | Altendorf Bachstraße 14 Karte                                                                         |              |                           |                  | 6               |
| Haus                                                         | Haus                                                          | Altendorf Bachstraße 18 Karte                                                                         |              |                           |                  | 7               |
| weitere Bilder                                               | Haus                                                          | Altendorf Burgstraße 1 Karte                                                                          |              |                           |                  | 78              |
| weitere Bilder                                               | Haus                                                          | Altendorf Burgstraße 3 Karte                                                                          |              |                           |                  | 79              |
| weitere Bilder                                               | Herrenhaus Burg Altendorf                                     | Altendorf Burgstraße 5 Karte                                                                          |              |                           |                  | 10              |
| weitere Bilder                                               | Wegekreuz                                                     | Altendorf Burgstraße/Ahrstraße Karte                                                                  |              | 1731                      |                  | 9               |
| weitere Bilder                                               | Haus                                                          | Altendorf Burgstraße 6 Karte                                                                          |              |                           |                  | 11              |
| weitere Bilder                                               | Haus                                                          | Altendorf Burgstraße 8 Karte                                                                          |              |                           |                  | 12              |
| weitere Bilder                                               | Haus                                                          | Altendorf Burgstraße 10 Karte                                                                         |              |                           |                  | 13              |
| Haus                                                         | Haus                                                          | Altendorf Burgstraße 12 Karte                                                                         |              |                           |                  | 14              |
| weitere Bilder                                               | Haus                                                          | Altendorf Burgstraße 14 Karte                                                                         |              |                           |                  | 15              |
| weitere Bilder                                               | Haus mit zwei Kreuzwegstationen                               | Altendorf Kirchstraße 7 Karte                                                                         |              |                           |                  | 29              |
| weitere Bilder                                               | Haus                                                          | Altendorf Krötenpfuhl 4 Karte                                                                         |              |                           |                  | 32              |
| weitere Bilder                                               | Haus                                                          | Altendorf Kutzenberg 16 Karte                                                                         |              |                           |                  | 33              |
| weitere Bilder                                               | Wegekreuz                                                     | Ersdorf Am Steinernen Kreuz Karte                                                                     |              |                           |                  | 3               |
| weitere Bilder                                               | Wegekreuz                                                     | Ersdorf Am Viethenkreuz Karte                                                                         |              |                           |                  | 4               |
| weitere Bilder                                               | Wegestock                                                     | Ersdorf Oberdorfstraße Karte                                                                          |              |                           |                  | 36              |
| weitere Bilder                                               | Haus                                                          | Ersdorf Oberdorfstraße 36 Karte                                                                       |              |                           |                  | 37              |
| Haus                                                         | Haus                                                          | Ersdorf Oberdorfstraße 39 Karte                                                                       |              |                           |                  | 38              |
| weitere Bilder                                               | Haus                                                          | Ersdorf Pater-Müller-Straße 1 Karte                                                                   |              | 1798                      |                  | 40              |
| weitere Bilder                                               | Prozessionsaltar                                              | Ersdorf Pater-Müller-Straße 1 Karte                                                                   |              |                           |                  | 41              |
| weitere Bilder                                               | Friedhof                                                      | Ersdorf/Altendorf Rheinbacher Straße / Schulstraße (Ersdorf), Ahrstraße/Kirchstraße (Altendorf) Karte |              |                           |                  | 61              |
| weitere Bilder                                               | Haus                                                          | Ersdorf Rheinbacher Straße 7 Karte                                                                    |              |                           |                  | 62              |
| weitere Bilder                                               | Haus                                                          | Ersdorf Rheinbacher Straße 16 Karte                                                                   |              |                           |                  | 63              |
| weitere Bilder                                               | Haus                                                          | Ersdorf Rheinbacher Straße 21 Karte                                                                   |              |                           |                  | 64              |
| weitere Bilder                                               | Haus                                                          | Ersdorf Rheinbacher Straße 25 Karte                                                                   |              |                           |                  | 65              |
| Pfarrhaus                                                    | Pfarrhaus                                                     | Ersdorf Rheinbacher Straße 28 Karte                                                                   |              |                           |                  | 66              |
| weitere Bilder                                               | Katholische Pfarrkirche St. Jakobus der Ältere                | Ersdorf Rheinbacher Straße 30 Karte                                                                   |              | 1877–1879                 |                  | 60              |
| weitere Bilder                                               | Haus                                                          | Ersdorf Rheinbacher Straße 31 Karte                                                                   |              | 1731                      |                  | 67              |
| Haus                                                         | Haus                                                          | Ersdorf Rheinbacher Straße 37 Karte                                                                   |              |                           |                  | 68              |
| weitere Bilder                                               | Haus                                                          | Ersdorf Schulstraße 2 Karte                                                                           |              |                           |                  | 71              |
| weitere Bilder                                               | Haus                                                          | Ersdorf Schulstraße 4 Karte                                                                           |              |                           |                  | 72              |
| weitere Bilder                                               | Haus                                                          | Ersdorf Schulstraße 8 Karte                                                                           |              |                           |                  | 85              |
| weitere Bilder                                               | Haus                                                          | Ersdorf Schulstraße 10 Karte                                                                          |              |                           |                  | 73              |
| weitere Bilder                                               | Haus                                                          | Ersdorf Schulstraße 14 Karte                                                                          |              |                           |                  | 74              |
| Haus                                                         | Haus                                                          | Ersdorf Unterdorfstraße 8 Karte                                                                       |              |                           |                  | 75              |
| Haus                                                         | Haus                                                          | Ersdorf Unterdorfstraße 10 Karte                                                                      |              |                           |                  | 76              |
| weitere Bilder                                               | Haus                                                          | Ersdorf Unterdorfstraße 13 Karte                                                                      |              |                           |                  | 77              |
| weitere Bilder                                               | Haus                                                          | Ersdorf Unterdorfstraße 15 Karte                                                                      |              |                           |                  | 82              |
| Haus                                                         | Haus                                                          | Ersdorf Unterdorfstraße 17 Karte                                                                      |              |                           |                  | 83              |
| Bahnhof Kottenforst                                          | Bahnhof Kottenforst                                           | Lüftelberg Bahnhof Kottenforst 8 Karte                                                                |              | 1880                      |                  | 89              |
| weitere Bilder                                               | Haus                                                          | Lüftelberg Flerzheimer Straße 1 Karte                                                                 |              |                           |                  | 19              |
| weitere Bilder                                               | Haus                                                          | Lüftelberg Flerzheimer Straße 6 Karte                                                                 |              |                           |                  | 80              |
| Haus                                                         | Haus                                                          | Lüftelberg Flerzheimer Straße 9 Karte                                                                 |              |                           |                  | 20              |
| Haus                                                         | Haus                                                          | Lüftelberg Flerzheimer Straße 11 Karte                                                                |              |                           |                  | 21              |
| Haus                                                         | Haus                                                          | Lüftelberg Flerzheimer Straße 12 Karte                                                                |              |                           |                  | 22              |
| weitere Bilder                                               | Haus                                                          | Lüftelberg Flerzheimer Straße 14 Karte                                                                |              |                           |                  | 23              |
| weitere Bilder                                               | Kapelle zur schmerzhaften Muttergottes                        | Lüftelberg Kottenforststraße Karte                                                                    |              |                           |                  | 30              |
| weitere Bilder                                               | Wegekreuz                                                     | Lüftelberg Kottenforststraße Karte                                                                    |              |                           |                  | 31              |
| weitere Bilder                                               | Wegekreuz                                                     | Lüftelberg Petrusstraße Karte                                                                         |              |                           |                  | 42              |
| weitere Bilder                                               | Pfarrgarten                                                   | Lüftelberg Petrusstraße Karte                                                                         |              |                           |                  | 91              |
| Haus                                                         | Haus                                                          | Lüftelberg Petrusstraße 2 Karte                                                                       |              |                           |                  | 43              |
| weitere Bilder                                               | Haus                                                          | Lüftelberg Petrusstraße 3 Karte                                                                       |              |                           |                  | 44              |
| weitere Bilder                                               | Haus                                                          | Lüftelberg Petrusstraße 4 Karte                                                                       |              |                           |                  | 45              |
| Haus                                                         | Haus                                                          | Lüftelberg Petrusstraße 13 Karte                                                                      |              |                           |                  | 46              |
| Katholisches Pfarramt                                        | Katholisches Pfarramt                                         | Lüftelberg Petrusstraße 15 Karte                                                                      |              |                           |                  | 47              |
| weitere Bilder                                               | Katholische Pfarrkirche St. Petrus                            | Lüftelberg Petrusstraße 17 Karte                                                                      |              |                           |                  | 48              |
| weitere Bilder                                               | Haus                                                          | Lüftelberg Petrusstraße 19 Karte                                                                      |              |                           |                  | 49              |
| weitere Bilder                                               | Haus                                                          | Lüftelberg Petrusstraße 20 Karte                                                                      |              | 1828                      |                  | 50              |
| weitere Bilder                                               | Haus                                                          | Lüftelberg Petrusstraße 22 Karte                                                                      |              |                           |                  | 51              |
| Haus                                                         | Haus                                                          | Lüftelberg Petrusstraße 23 Karte                                                                      |              |                           |                  | 52              |
| weitere Bilder                                               | Haus                                                          | Lüftelberg Petrusstraße 26 Karte                                                                      |              |                           |                  | 53              |
| weitere Bilder                                               | Haus                                                          | Lüftelberg Petrusstraße 27 Karte                                                                      |              |                           |                  | 54              |
| weitere Bilder                                               | Haus                                                          | Lüftelberg Petrusstraße 31, jetzt Schlossstraße 2 Karte                                               |              |                           |                  | 55              |
| weitere Bilder                                               | Haus                                                          | Lüftelberg Petrusstraße 39 Karte                                                                      |              |                           |                  | 56              |
| Haus                                                         | Haus                                                          | Lüftelberg Petrusstraße 40 Karte                                                                      |              |                           |                  | 84              |
| weitere Bilder                                               | Haus                                                          | Lüftelberg Petrusstraße 42 Karte                                                                      |              |                           |                  | 57              |
| weitere Bilder                                               | Haus                                                          | Lüftelberg Petrusstraße 51 Karte                                                                      |              |                           |                  | 87              |
| weitere Bilder                                               | Haus                                                          | Lüftelberg Petrusstraße 55 Karte                                                                      |              |                           |                  | 58              |
| weitere Bilder                                               | Haus                                                          | Lüftelberg Petrusstraße 57 Karte                                                                      |              |                           |                  | 59              |
| weitere Bilder                                               | Burg Lüftelberg, einschließlich Mühlengraben und Stauwehr     | Lüftelberg Schloßstraße Karte                                                                         |              | 1775–1780                 |                  | 69              |
| weitere Bilder                                               | Lüftelberger Mühle („Ehemalige Mühle“)                        | Lüftelberg Schloßstraße 6 Karte                                                                       |              |                           |                  | 70              |
| Bahnhof Meckenheim(Empfangsgebäude und Bahnsteigüberdachung) | Bahnhof Meckenheim (Empfangsgebäude und Bahnsteigüberdachung) | Stadt Meckenheim Karte                                                                                |              | 1879–1880                 |                  | 88              |
| weitere Bilder                                               | Friedhof                                                      | Stadt Meckenheim Bonner Straße                                                                        |              |                           |                  | 8               |
| Meilenstein                                                  | Meilenstein                                                   | Stadt Meckenheim Bonner Straße                                                                        |              |                           |                  | 86              |
| weitere Bilder                                               | Stephanuskapelle                                              | Stadt Meckenheim Dechant-Kreiten-Straße Karte                                                         |              | 1924–1926                 |                  | 16              |
| weitere Bilder                                               | Jüdischer Friedhof                                            | Stadt Meckenheim Dechant-Kreiten-Straße Karte                                                         |              |                           | 21. Oktober 1987 | 17              |
| weitere Bilder                                               | Haus                                                          | Stadt Meckenheim Hauptstraße 20                                                                       |              |                           |                  | 25              |
| Haus                                                         | Haus                                                          | Stadt Meckenheim Hauptstraße 23                                                                       |              |                           |                  | 26              |
| weitere Bilder                                               | Katholische Pfarrkirche St. Johannes der Täufer               | Stadt Meckenheim Hauptstraße 86 Karte                                                                 |              | 12. Jhdt./1889–90/1976–79 |                  | 27              |
| weitere Bilder                                               | Wegekreuz                                                     | Stadt Meckenheim Hauptstraße/Adolph-Kolping-Straße Karte                                              |              |                           |                  | 28              |
|                                                              | Kurfürstlicher Grenzstein                                     | Stadt Meckenheim L216/Forsthaus Lüftelberg                                                            |              |                           |                  | 90              |
| weitere Bilder                                               | 2 Wegestöcke                                                  | Stadt Meckenheim Merler Straße Karte                                                                  |              |                           |                  | 34              |
| weitere Bilder                                               | Grabkreuz                                                     | Stadt Meckenheim Bei der Katholischen Pfarrkirche St. Petrus, Lüftelberg, Petrusstraße 17 Karte       |              |                           |                  | 35              |
| weitere Bilder                                               | Obere Mühle                                                   | Stadt Meckenheim Obere Mühle 8a Karte                                                                 |              |                           |                  | 39              |
| Ehemaliges Grabkreuz                                         | Ehemaliges Grabkreuz                                          | Merl Godesberger Straße                                                                               |              |                           |                  | 18              |
| weitere Bilder                                               | Katholische Kapelle St. Michael                               | Merl Godesberger Straße Karte                                                                         |              |                           |                  | 24              |